# Stefan Kamiński (1916–1993)
Stefan Kamiński (ur. 23 maja 1916 w Warszawie, zm. 11 stycznia 1993) – polski technik mechanik, poseł na Sejm PRL II i III kadencji.

## Życiorys
Uzyskał wykształcenie średnie, z zawodu technik mechanik. Pracował na stanowisku prezesa Wojewódzkiego Związku Gminnych Spółdzielni „Samopomoc Chłopska” w Olsztynie. Został członkiem Polskiej Zjednoczonej Partii Robotniczej. W 1957 i 1961 uzyskiwał mandat posła na Sejm PRL w okręgu Mrągowo i Olsztyn. Przez dwie kadencje zasiadał w Komisji Handlu Wewnętrznego (w trakcie III jako zastępca przewodniczącego), a w trakcie II ponadto w Komisji Nadzwyczajnej Ziem Zachodnich.
Pochowany na cmentarzu komunalnym w Olsztynie (2A/6/14).

## Odznaczenia
- Odznaka honorowa „Zasłużony dla Warmii i Mazur” (1960)[2]